# Neotheronia kriechbaumeri
Neotheronia kriechbaumeri là một loài tò vò trong họ Ichneumonidae.